# Vojislav Brajović
Vojislav "Voja" Brajović (Beograd, 11. svibnja 1949.) poznati je srbijanski glumac i političar.

## Životopis
Brajović je završio studij glume u Beogradu. Godine 1969. postao je član Jugoslavenskog dramskog kazališta. Doživio je iznimnu popularnost tumačeći lik Tihog u TV seriji Otpisani (1974.) i u nastavku, Povratak otpisanih. Nakon toga, igrao je u više od 60 filmova i TV serija, a neke od poznatijih uloga ostvario je u filmovima Povratak otpisanih (1976.), Vojnikova ljubav (1976.), Nacionalna klasa (1979.), Halo taxi (1983.), Tesna koža 2 (1987.), Tito i ja (1992.), Urnebesna tragedija (1995.) te Bure baruta (1998.).
Brajović je od 15. svibnja 2007. do 7. srpnja 2008. obnašao dužnost ministra kulture Srbije, ispred Demokratske stranke. Od 31. srpnja 2008. na dužnosti je savjetnika za kulturu srbijanskog predsjednika Borisa Tadića.

## Vanjske poveznice
- Vojislav Brajović u internetskoj bazi filmova IMDb-u (engl.)